# Анфас

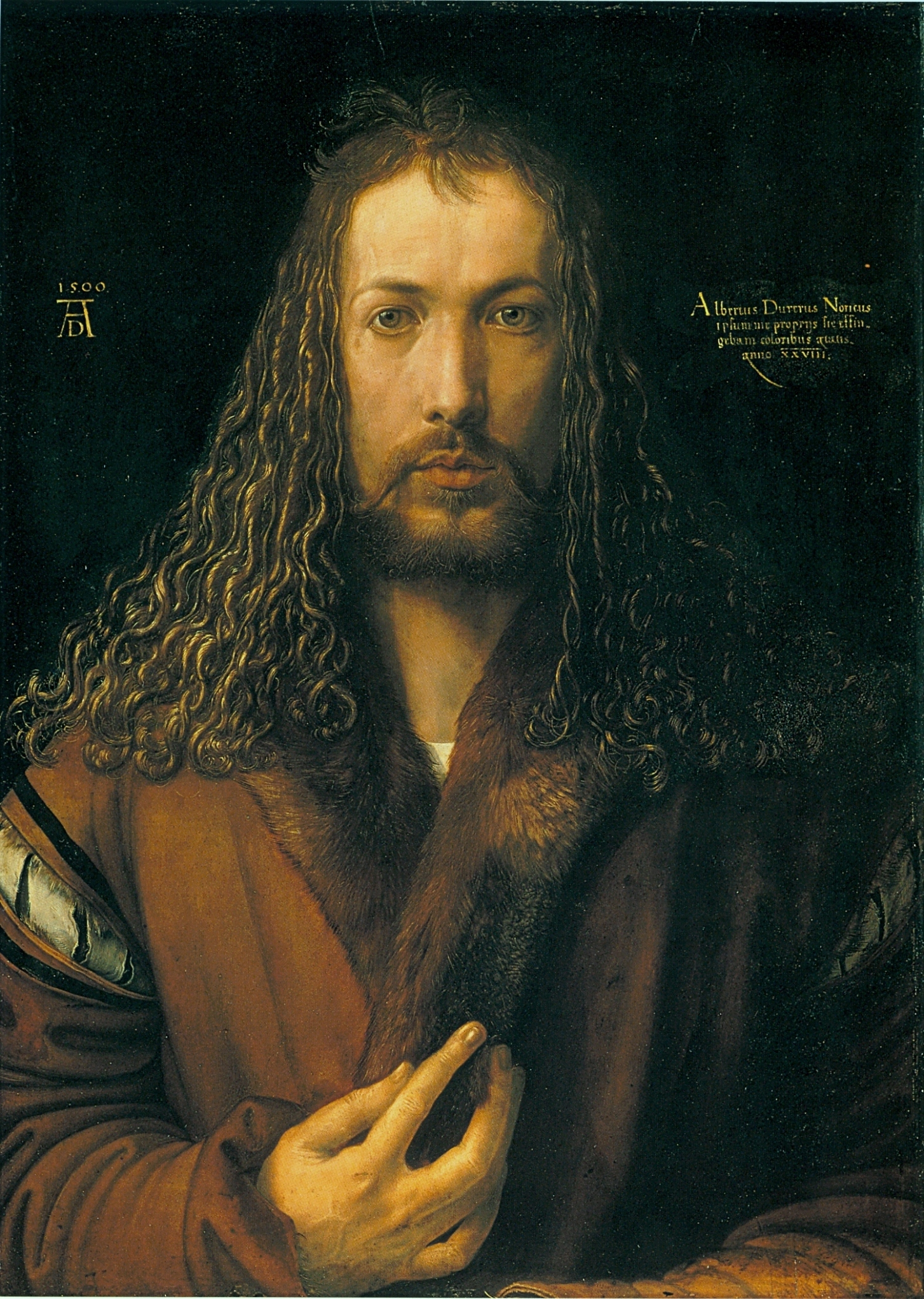
Автопортрет Дюрера (1500): как считается, первый портрет, изображающий человека анфас. До этого подобные изображения были прерогативой только Иисуса Христа и святых

Анфа́с (фр. en face — перед лицом, спереди, в лицо) — лицом к смотрящему, положение лица человека, сложной фигуры или объекта, при котором «лицевая» часть обращена прямо к наблюдателю.
Слово анфас является наречием. В значении самого слова заключена предложная семантика.
Частые употребления: «сфотографировать анфас», то есть лицом к объективу; «расположить анфас» — лицом к зрителю.

## Трудности употребления слова
Так как фр. en face уже́ содержит  предлог, употребление слова «анфас» с дополнительным предлогом «В» никогда не допускалось нормами литературного языка как тавтология (см. плеоназм). Современный литературный язык допускает употребление «вид в анфас» наравне с «вид анфас».
Правильно:
фотографироваться анфас и фотографироваться в анфас.

### Этимология
«В анфас»: употребление возникло под влиянием предложного сочетания в профиль (профиль — существительное в значении «вид сбоку»).
К. С. Горбачевич об утрате тавтологичности в выражении в анфас:
«Для современного литературного языка… в качестве нормы допустимы и традиционно-литературное анфас, и новое, пришедшее из разговорного языка «в анфас»